# 学校法人柏学園
学校法人柏学園（がっこうほうじんかしわがくえん）は、北海道の学校法人で、北海道恵庭市中島町に本部を置き、恵庭市と南幌町に幼稚園や保育園を運営。

## 沿革
- 1972年（昭和47年）- 学校法人柏学園を設立[2]。
- 1973年（昭和48年）- かしわ幼稚園を開園[2]。
- 1977年（昭和52年）- 第二かしわ幼稚園を開園[2]。
- 1983年（昭和58年）- 恵み野幼稚園を開園[2]。
- 1991年（平成3年）- 恵み野第二幼稚園を開園[2]。
- 1994年（平成6年）- 南幌みどり野幼稚園を開園[2]。
- 2009年（平成21年）- 柏学園ひまわり幼稚園・ひまわり保育園を開園[2]。
- 2014年（平成26年）- 恵み野幼稚園を幼保連携型認定こども園に移行[2]。
- 2015年（平成27年）- ひまわり幼稚園を幼保連携型認定こども園に移行[2]。
- 2016年（平成28年）- かしわ幼稚園を幼稚園型認定こども園に移行[2]。
- 2020年（令和2年）- かしわ保育専門クラウドアカデミー[注 1]を創設。
- 2022年（令和4年）- 第二かしわ幼稚園と恵み野第二幼稚園を幼稚園型認定こども園に移行[3]

## 教育方針
「つよく、ただしく、のびのびと」
- 「つよく」- 丈夫な身体を育てる幼稚園[4]。
- 「ただしく」- みんなが仲良くする幼稚園[4]。
- 「のびのびと」- 楽しく遊べる幼稚園[4]。

## 年間行事
行事は以下の通り。
- 4月 - 始業式、入園式
- 5月 - 遠足、おイモ植え、社会見学
- 6月 - 運動会
- 7月 - お泊り保育、終業式、夏休み
- 8月 - 始業式、社会見学、夏祭り
- 9月 - おイモ掘り、社会見学、作品展
- 10月 - マラソン大会、サッカー大会、遠足
- 11月 - 保育発表会
- 12月 - おもちつき、クリスマス会、終業式、冬休み
- 1月 - 始業式、お買い物ごっこ
- 2月 - 豆まき、雪中運動会
- 3月 - ひなまつり、お別れ会、卒園式、終業式、春休み

## 歴代理事長
- 佐藤洋子[6]
- 佐藤健一（現在）[7]

## 施設
- 自然教育園 - どんぐり広場（恵庭市中央）は、ヤギやウマ、ウサギなど動植物と触れ合うことができ、広場の奥にはブドウ畑やブルーベリー畑がある[8]。青空広場（恵庭市上山口）は、200台以上駐車可能で運動会もできる全面天然芝のグラウンドがある[8]。
- 温水プール - 第二かしわ幼稚園と南幌みどり野幼稚園の2園に併設されている[9]。
- かしわ保育専門クラウドアカデミー（恵庭市中島町） - 豊岡短期大学通信教育部と連携して、レポート授業をインターネットで行い、2年間で幼稚園教諭免許、保育士資格の取得目指す[10]。

## 設置校
- かしわ幼稚園（幼稚園型認定こども園）[11]

恵庭市柏陽町3丁目14番地
JR千歳線恵み野駅西口より徒歩16分。ecoバス循環A・Bコース「柏陽町3丁目」停留所下車、徒歩3分。
- 第二かしわ幼稚園（幼稚園型認定こども園）[11]

恵庭市中島町5丁目11-33
JR千歳線恵み野駅東口より徒歩14分。ecoバス循環A・Bコース「中島公園」停留所下車、徒歩3分。
- 恵み野幼稚園・恵み野保育園（幼保連携型認定こども園）[11]

恵庭市恵み野南4丁目1番2
JR千歳線恵み野駅東口より徒歩14分。ecoバス循環A・Bコース「恵み野南2丁目」停留所下車、徒歩2分。
- 恵み野第二幼稚園（幼稚園型認定こども園）[11]

恵庭市恵み野東1丁目6番11
JR千歳線恵み野駅東口より徒歩24分。ecoバス循環A・Bコース「恵み野旭小学校」停留所下車、徒歩1分。
- 柏学園ひまわり幼稚園・柏学園ひまわり保育園（幼保連携型認定こども園）[11]

恵庭市黄金南6丁目2-2
JR千歳線恵庭駅東口より徒歩20分。ecoバス循環A・Bコース「黄金南6丁目」停留所下車、徒歩3分。
- 南幌みどり野幼稚園（幼稚園型認定こども園）[11]

南幌町南14線西7番地
JR北海道バス「南幌町立病院前」停留所下車、徒歩14分。

## 本部所在地
- 恵庭市中島町5丁目11番12号[1]